# Corinnidae
Famille
Les Corinnidae sont une famille d'araignées aranéomorphes.

## Distribution

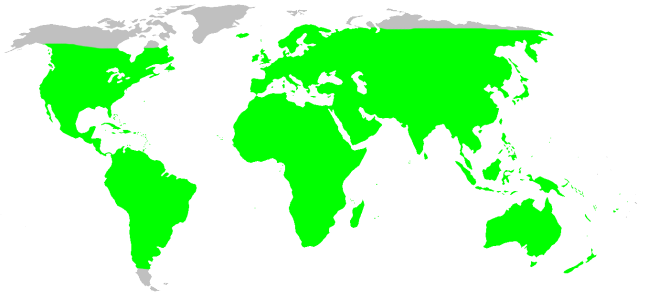
Distribution

Les espèces de cette famille se rencontrent sur tous les continents sauf aux pôles.

## Paléontologie
Cette famille est connue depuis le Paléogène.

## Liste des genres
Selon World Spider Catalog (version 24.5, 06/08/2023) :
- Abapeba Bonaldo, 2000
- Aetius O. Pickard-Cambridge, 1897
- Allomedmassa Dankittipakul & Singtripop, 2014
- Apochinomma Pavesi, 1881
- Arushina Caporiacco, 1947
- Attacobius Mello-Leitão, 1925
- Austrophaea Lawrence, 1952
- Battalus Karsch, 1878
- Brachyphaea Simon, 1895
- Bunyoronius Bonaldo, Ramírez & Haddad, 2022
- Cambalida Simon, 1909
- Carteronius Simon, 1896
- Castianeira Keyserling, 1879
- Castoponera Deeleman-Reinhold, 2001
- Coenoptychus Simon, 1885
- Copa Simon, 1886
- Copuetta Haddad, 2013
- Corinna C. L. Koch, 1841
- Corinnomma Karsch, 1880
- Creugas Thorell, 1878
- Crinopseudoa Jocqué & Bosselaers, 2011
- Cycais Thorell, 1877
- Disnyssus Raven, 2015
- Donuea Strand, 1932
- Echinax Deeleman-Reinhold, 2001
- Ecitocobius Bonaldo & Brescovit, 1998
- Erendira Bonaldo, 2000
- Falconina Brignoli, 1985
- Fengzhen Lu & Li, 2023
- Fluctus Jin & Zhang, 2020
- Graptartia Simon, 1896
- Grismadox Pett, Rubio & Perger, 2022
- Griswoldella Haddad, 2021
- Hortipes Bosselaers & Ledoux, 1998
- Humua Ono, 1987
- Ianduba Bonaldo, 1997
- Iridonyssus Raven, 2015
- Kolora Raven, 2015
- Leichhardteus Raven & Baehr, 2013
- Leptopicia Raven, 2015
- Mazax O. Pickard-Cambridge, 1898
- Medmassa Simon, 1887
- Megalostrata Karsch, 1880
- Melanesotypus Raven, 2015
- Merenius Simon, 1909
- Messapus Simon, 1898
- Methesis Simon, 1896
- Myrmecium Latreille, 1824
- Myrmecotypus O. Pickard-Cambridge, 1894
- Nucastia Raven, 2015
- Nyssus Walckenaer, 1805
- Olbus Simon, 1880
- Ozcopa Raven, 2015
- Parachemmis Chickering, 1937
- Paradiestus Mello-Leitão, 1915
- Paramedmassa Jin, Zhang & Zhang, 2019
- Peng Lu & Li, 2023
- Poecilipta Simon, 1897
- Pranburia Deeleman-Reinhold, 1993
- Procopius Thorell, 1899
- Pronophaea Simon, 1897
- Psellocoptus Simon, 1896
- Pseudocorinna Simon, 1909
- Scorteccia Caporiacco, 1936
- Septentrinna Bonaldo, 2000
- Serendib Deeleman-Reinhold, 2001
- Simonestus Bonaldo, 2000
- Sphecotypus O. Pickard-Cambridge, 1895
- Spinirta Jin & Zhang, 2020
- Stethorrhagus Simon, 1896
- Tapixaua Bonaldo, 2000
- Ticopa Raven, 2015
- Tupirinna Bonaldo, 2000
- Vendaphaea Haddad, 2009
- Wasaka Haddad, 2013
- Xeropigo O. Pickard-Cambridge, 1882

Selon World Spider Catalog (version 23.5, 2023) :
- † Ablator Petrunkevitch, 1942
- † Alterphrurolithus Wunderlich, 2004
- † Chemmisomma Wunderlich, 1988
- † Cornucymbium Wunderlich, 2004
- † Cryptoplanus Petrunkevitch, 1958
- † Myrmecorinna Wunderlich, 2004
- † Palpiraptor Wunderlich, 2011
- † Protoorthobula Wunderlich, 2004

## Systématique et taxinomie
Cette famille a été décrite par Karsch en 1880 comme une sous-famille des Drassidae. Après avoir été placée dans les Clubionidae, elle est élevée au rang de famille par Lehtinen en 1967. Elle est considérée comme valide par Wunderlich en 1986.
Les Trachelidae et les Phrurolithidae en ont été exclues par Ramírez en 2014.
Cette famille rassemble 849 espèces dans 76 genres.

## Publication originale
- Karsch, 1880 : « Arachnologische Blätter (Decas I). » Zeitschrift für die gesammten Naturwissenschaften, vol. 53, p. 373-409.